# Cipactli

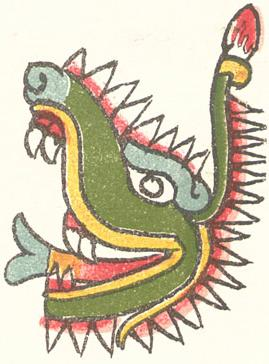
Cipactli

Cipactli är ett mytologiskt vidunder med ett ursprung från den aztekiska mytologin där kajmanen, den sydamerikanska alligatorn är ett viktigt djur. Cipactli hade drag av kajman, fisk och groda och vid varje led i dess kropp satt det en mun.
De två gudarna Quetzalcóatl och Tezcatlipoca beslöt sig att dräpa Cipactli, men det var omöjligt att besegra monstret i sitt rätta element, vattnet. Tezcatlipoca var tvungen att lura ut vidundret ur vattnet och använde därför sin egen fot som lockbete. Cipactli var alltid hungrig och tog därför tag i betet med en av sina munnar. Gudarna övermannade odjuret på torra land och dräpte det och från Cipactlis kropp skapade de jorden.